# 宇宙望遠鏡科学研究所
宇宙望遠鏡科学研究所（うちゅうぼうえんきょうかがくけんきゅうしょ、Space Telescope Science Institute, STScI)は、ハッブル宇宙望遠鏡(1990年打ち上げ)とその後継であるジェイムズ・ウェッブ宇宙望遠鏡(2021年打ち上げ)の運用を行う組織である。STScIは1981年にアメリカ合衆国メリーランド州バルチモアのジョンズ・ホプキンス大学ホームウッドキャンパス内に設立され、全米天文学大学連合(Association of Universities for Research in Astronomy, AURA)によって運営されている。
現在、ハッブル宇宙望遠鏡の運用やジェイムズ・ウェッブ宇宙望遠鏡による研究の準備のほか、データアーカイブ(Multi-mission Archive at Space Telescope, MAST)やケプラー (探査機)のデータマネージメントセンターなど、宇宙望遠鏡を用いた研究を支える様々な事業を行っている。研究所の予算の大部分はアメリカ航空宇宙局(NASA)ゴダード宇宙飛行センターとの協定により確保されているが、このほかにジェット推進研究所や欧州宇宙機関から資金を得た事業も行っている。STScIのスタッフは科学者(大部分は天文学者および宇宙物理学者)、ソフトウェア・エンジニア、データ管理・望遠鏡運用担当者、教育・広報担当者など計350名で構成されている。STScIにはおよそ100名のPh.D科学者がおり、そのうち15名はハッブル宇宙望遠鏡プロジェクトのために欧州宇宙機関から派遣された人たちである。
STScIはNASA、世界中の天文学研究者及び全世界の人々を代表して宇宙望遠鏡の運用を行っている。STScIが行う科学運用は、直接的にはハッブル宇宙望遠鏡(将来的にはジェイムズ・ウェッブ宇宙望遠鏡)利用者のために行われているものであるが、NASAの他のミッション(例えば、Far Ultraviolet Spectroscopic ExplorerやGalaxy Evolution Explorerなど)や地上望遠鏡による観測にも役立つものである。STScIは広報活動としてさまざまな情報をインターネット上や学校、プラネタリウム、科学館、さらには一般市民に提供している。